# Menard (Texas)
Menard is een plaats (city) in de Amerikaanse staat Texas, en valt bestuurlijk gezien onder Menard County.

## Demografie
Bij de volkstelling in 2000 werd het aantal inwoners vastgesteld op 1653.
In 2006 is het aantal inwoners door het United States Census Bureau geschat op 1545, een daling van 108 (-6,5%).

## Geografie
Volgens het United States Census Bureau beslaat de plaats een oppervlakte van
5,3 km², geheel bestaande uit land. Menard ligt op ongeveer 574 m boven zeeniveau.

## Plaatsen in de nabije omgeving
De onderstaande figuur toont nabijgelegen plaatsen in een straal van 48 km rond Menard.